# Conotoxine
Als Conotoxine bezeichnet man eine Gruppe von Toxinen, die aus dem Gift von Meeresschnecken der Kegelschnecken-Gattung Conus isoliert werden können. Etliche Conotoxine lassen sich auch synthetisch herstellen. Die meisten Conotoxine sind kurze Peptide und bestehen aus 10 bis 30 Aminosäuren. Die Conoserver-Datenbank wies im April 2010 3.369 Einträge von 89 Spezies auf.
Charakteristisch für Conotoxine ist ein hoher Cysteingehalt. Die zwischen den Cysteinen bestehenden Disulfidbrücken bestimmen maßgeblich die Struktur und damit auch die Wirksamkeit der Toxine. Dank ihrer geringen Größe können die Toxinmoleküle rasch die Gewebsflüssigkeit der Beutetiere von Conus-Schnecken durchdringen und diese schnell lähmen. Auch Todesfälle beim Menschen sind nach Kontakt mit Conus-Schnecken (Conus geographus) bekannt geworden.

## Toxikologie
Die Wirkung von Conotoxin beruht auf der Bindung an die Ionenkanäle zwischen Nervenzellen; die Nervenleitung wird unterbrochen und eine Weiterleitung der Nervenimpulse verhindert. Bemerkenswert vieler Conotoxine ist die hohe Spezifität, mit der sie ihre Zielmoleküle erkennen, so hier die Ionenkanäle oder Neurotransmitter-Rezeptoren. Die hohe Spezifität macht Conotoxine zu interessanten Wirkstoffen für eine medizinische Verwendung. Das in Conus purpurascens entdeckte Peptid ω-Conotoxin blockiert beim Menschen beispielsweise spezifisch N-Typ Calcium-Kanäle und verhindert damit den Calcium-Einstrom und die Freisetzung der Neurotransmitter an der  Synapse. Das Peptid kann daher die Weiterleitung von Schmerzreizen blockieren und zur Schmerzlinderung selbst in Fällen beitragen, bei denen Morphin nicht ausreichend wirksam ist. Das aus Conus magus gewonnene 25-Aminosäuren-Peptid (ω-Conotoxin-MVIIA, UniProt P05484) ist unter der Bezeichnung Ziconotid als synthetisches Analogon zur Bekämpfung starker chronischer Schmerzen bei Erwachsenen zugelassen. Ein weiteres Conus-Peptid, das sich in der klinischen Entwicklung befindet, ist Contulakin-G (Conantokin), das aus Conus geographus isoliert wurde.